# Бойса
Бойса — вулкан, расположен на небольшом острове Арис, в провинции Маданг, Папуа — Новая Гвинея.
Бойса — стратовулкан, высотой 240 метров. Находится возле побережья Новой Гвинеи, недалеко от вулкана Манам. Размер вулкана 1,4x1,7 километра. Вулкан сложен андезитами и базальтами. Кратер состоит из базальтов и возвышается над андезитовым куполом. Рядом с основным конусом расположены ещё 2 купола. Какой-либо активности в настоящий момент не наблюдается, хотя магматические породы указывают, что вулканическая деятельность происходила недавно.